# Standardbicarbonat
Das Standardbicarbonat ist die Bicarbonat-Konzentration des Blutplasmas bei 
- einer normalen Körpertemperatur von etwa 37 °C,
- einem CO2-Partialdruck von 40 mmHg und
- einer vollständigen Sättigung des Hämoglobins durch O2.

## Bestimmung des Standardbicarbonats
Der direkte Weg der Standardbicarbonatbestimmung ist die Begasung der Blutprobe mit einem Gasgemisch, das 40 mmHg Kohlenstoffdioxid enthält, und die anschließende Messung des pH-Werts. Das Standardbicarbonat errechnet sich dann mit der Henderson-Hasselbalch-Gleichung. 
Der Normwert beträgt 24 ± 2,4 mmol/l.